# Soundslides
Soundslides ist eine gängige Software zum Erstellen von Audio-Slideshows. Die aktuelle Version Soundslides Plus 1.9.3 wurde im August 2009 veröffentlicht. Sie wird über das Internet von Soundslides, LLC vertrieben. Die Vollversion ist kostenpflichtig, in der kostenfreien Demoversion sind aber fast sämtliche Funktionen enthalten. Mit Soundslides erstellte Audio-Slideshows werden als Flash Video exportiert. Sie bestehen aus mehreren einzelnen Dateien.

## Entwicklung
Entwickelt wurde Soundslides von Joe Weiss. Er sieht sich selbst jedoch nicht als Software-Entwickler, sondern als Journalist. Laut seiner eigenen Aussage, kam ihm die Idee für das Programm bei einem Workshop für Foto-Journalismus.

## Kritik
Obwohl die Software weit verbreitet ist, sind ihre Möglichkeiten sehr begrenzt. Als Audiodateien können nur MP3- oder AIF-Dateien verwendet werden, Bilder müssen im JPG-Format vorliegen. Sowohl für die Bild- wie auch die Tonbearbeitung müssen separate Programme verwendet werden, da eine Editierung in Soundslides selbst nicht vorgesehen ist. Zudem ist der Export der fertigen Slideshow nur begrenzt möglich. Das normale Ausgangsformat besteht aus einem Datei-Ordner mit mehreren Dateien. Darin ist nicht nur die Audio-Slideshow selbst enthalten, sondern auch die sie umgebende HTML-Seite. Für eine Veröffentlichung in mittlerweile gängigen Content-Management-Systemen ist dies sehr unvorteilhaft. Soundslides bietet jedoch die Möglichkeit, über ein Webtool einen Code zum Einbetten in ein Blog zu erhalten. Auch eine Umwandlung ins MP4-Format wird Nutzern einer registrierten Programmversion angeboten. Dabei gehen jedoch einige der Effekte verloren. Häufig hervorgehoben, auch von Experten, wird neben den inhaltlichen Schwächen, dass Video-Formate deutlich mehr Möglichkeiten bieten. Soundslides-Entwickler Joe Weiss kündigte im Mai 2009 in einem Interview an, in einer neueren Version auf einige der Kritikpunkte (Tonbearbeitung im Programm, Einbindung von Video-Formaten) zu reagieren. Bislang sind diese Änderungen jedoch nicht verwirklicht worden.